# Бодаревський Микола Корнилович
Мико́ла Корни́лович Бодаре́вський  (24 листопада 1850, Одеса — 1921) — український живописець, дійсний член Петербурзької академії мистецтв з 1908 року. Член Товариства передвижників з 1884 року та Товариства південноросійських художників з 1894 року. Брат художниці Катерини Корнилівни Петрококіно.

## Життєпис
Народився 12 [24] листопада 1850 року в місті Одесі (нині Україна). Протягом 1865—1868 років навчався в Одеській малювальній школі; з 1869 року — у Петербурзькій академії мистецтв. Здобув медалі: 1871 року — чотири срібних, 1873 року — малу золоту за картину «Саул і Давид», 1875 року — звання художника 1-го ступеня за програму «Апостол Павло пояснює догмати віри перед царем Агріппою». Його вчителями були Тимофій Нефф, Петро Шамшин, Василь Верещагін.
Мешкав, в основному, в Одесі, Москві, Санкт-Петербурзі. 1895 року подорожував Швейцарією, у 1895—1896 роках — Францією. В Одесі мешкав у власній дачі на Великому Фонтані.
Помер 1921 року. Був похований в Одесі на Першому Християнському цвинтарі.

## Творчість
Працював у галузі станкового живопису, створював картини на побутові, релігійні теми, писав портрети. Автор картин:
- «Суд над апостолом Павлом» (1875);
- «Мінін закликає народ до порятунку вітчизни» (1883, Музей Російської академії мистецтв);
- «Старий рибалка» (1883, Третьяковська галерея);
- «Мисливці на тетеруків» (1884);
- «Весілля в Малоросії» (1887, Державний Російський музей);
- «Перший Спас у Малоросії. Свято Маковія» (1892; Омський музей образотворчих мистецтв);
- «Дівчина з гусами» (1892);
- «На гойдалках» (1892);
- «Левиця, яка спить» (1900);
- «Дніпро з Царського саду в Києві» (1902);
- «Серед галасливого балу» (1904);
- «Сирітка» (1907);
- «Античний танок» (1912);
- «Автор і модель» (1912);
- «Захопливі промови» (1916);
- «Дорогий подарунок» (1918).

Ескізи до картин «Весілля в Малоросії» та «Перший Спас у Малоросії. Свято Маковія» знаходяться у Національному художньому музеї України.
Виконав портрети: Бєцької (1889), Є. П. Бодаревської (1890), балерини Любові Рославльової, своєї сестри Катерини Петрококіно (1896), невідомого (1896, Одеський національний художній музей), письменника Іполита Василевського (1906), Т. М. Гагаріної (1912), оперної артистки Н. Дмитрієвої (1914), артистки Лідії Липковської (1916), В. К. Плотнікової (1918) та інших, а також портрети російських і зарубіжних композиторів для Великого залу Московської консерваторії.

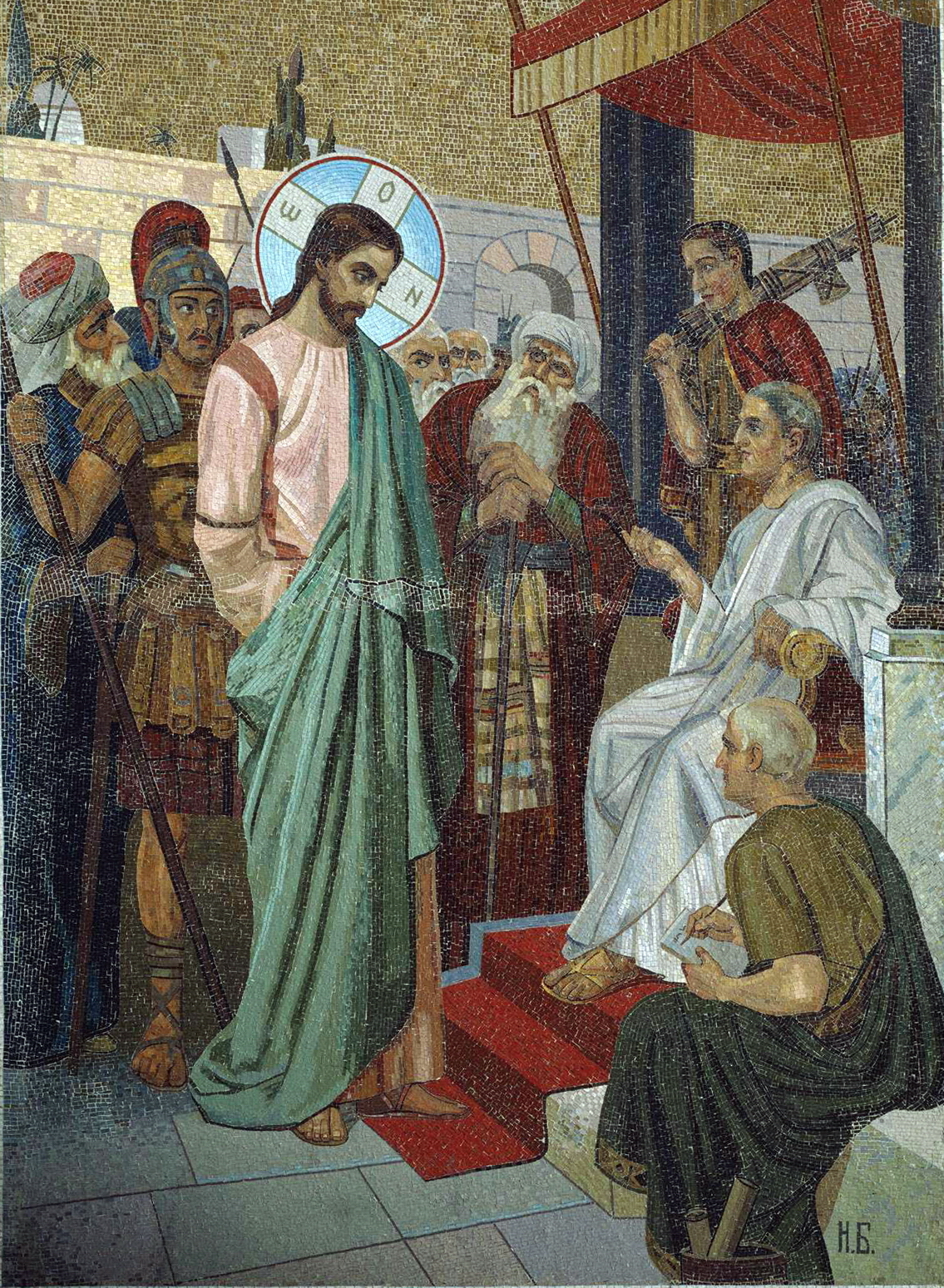
«Христос перед Пілатом» в соборі «Спас-на-крови».

Брав участь в створенні образів для храму Христа Спасителя в Москві. В 1894—1897 роках взяв участь в виконанні ескізів мозаїчних ікон в соборі Воскресіння Христового на Катерининському каналі («Спас-на-крови») в Санкт-Петербурзі.
Активний учасник виставок Товариства пересувних художніх виставок з 1880 року та Товариства південноросійських художників з 1900 року. 1889 року в Одесі відбулася його виставка творів спільно з Опанасом Розмаріциним, а 1913 року в Санкт-Петербурзі — персональна.